# Сервий Фулвий Флак
Сервий Фулвий Флак (на латински: Servius Fulvius Flaccus) е политик на Римската република през 2 век пр.н.е.
Вероятно е син на Квинт Фулвий Флак (консул 180 пр.н.е.). Възможно е обаче да е синът на Квинт Фулвий Флак (консул 179 пр.н.е.).
През 135 пр.н.е. Фулвий Флак е избран за консул заедно с Квинт Калпурний Пизон. В Илирия се бие успешно против навлязлото в римска територия племе ардеи или вардени. През 133 пр.н.е. Фулвий прави опит да накара Тиберий Гракх да не е така агресивен, а да се дискутира в сената, с което Гракх се съгласява.
Флак е също оратор.